# دورة فرنسا المفتوحة 1989
لأول مرة في تاريخ ألقاب الفردي يتم الفوز بهذه الألقاب بواسطة مراهقين - مايكل تشانج (17 عام و3 أشهر) وأرناتكسا سانشيز (17 عام و6 أشهر)، لايزال تشانج يحمل الرقم القياسي لأصغر شاب يحصل على بطولة كبرى في رياضة كرة المضرب، وقد تم كسر الرقم القياسي لسناشيز في العام التي تليها عن طريق اللاعبة مونيكا سيليش التي فازت وعمرها (16 عام و6 أشهر).
- قائمة بطولات دورة رولان غاروس لعام 1989:

## الكبار

### فردي رجال
مايكل تشانج هزم  ستيفان إدبرغ، النتيجة:6-1, 3-6, 4-6, 6-4, 6-2

### فردي سيدات
أرانتاكسا سانشيز هزمت  شتيفي غراف، النتيجة:7-6, 3-6, 7-5

### زوجي رجال
جيم جراب و باتريك ماكإنرو هزما  منصور بحرامي و إيريك وينوجرادسكاي، النتيجة:6-4, 2-6, 6-4, 7-6

### زوجي سيدات
لاريسا نايلاند و ناتاليا زفريفا هزمتا  شتيفي غراف و غأبريلا ساباتايناي، النتيجة: 6-4, 6-4

### زوجي مختلط
مانون بوليغراف و توم نايجسن هزما  هوراكيو دي لابينا و أرانتاكسا سانشيز، النتيجة:6-3, 6-7, 6-2

## الشباب

### فردي شباب
فابريس سانتورو هزم  جارد بالمر، النتيجة:6-3, 3-6, 9-7

### فردي بنات
جينفر كابرياتي هزمت  إيفا سفجليروفا، النتيجة:6-4, 6-0

### زوجي شباب
جون أندرسون و توم وودبريدج

### زوجي بنات
نيكول برات و شي تنج وانج